# Christina Jordan
Christina Sheila Jordan é uma política britânica nascida na Malásia. Ela actuou como membro do Partido Brexit no Parlamento Europeu (MEP) para o sudoeste da Inglaterra de 2019 a 2020.

## Início de vida
Christina Sheila Jordan nasceu na Malásia. Ela trabalhou como secretária na Embaixada da Turquia em Kuala Lumpur antes de se mudar para o Reino Unido em 1985. Ela votou no Brexit no referendo de permanência do Reino Unido na União Europeia em 2016. Antes da sua eleição como membro do parlamento europeu, Jordan trabalhou como de tripulante de bordo na British Airways por dez anos e formou-se como enfermeira no Royal Hampshire County Hospital, Winchester. Pelo seu trabalho com instituições de caridade na comunidade, ela recebeu o Prémio Hampshire High Sheriff por Serviços à Comunidade e participou no Queen's Garden Party no Palácio de Buckingham em 2015.

## Parlamento Europeu
Ela candidatou-se nas eleições parlamentares europeias de 2019 para o Partido Brexit. Jordan ficou em terceiro lugar na lista do seu partido e foi eleita um dos três deputados europeus no distrito eleitoral do Sudoeste da Inglaterra, juntamente com Ann Widdecombe e James Glancy. No Parlamento Europeu, Jordan foi membro da Comissão do Ambiente, da Saúde Pública e da Segurança Alimentar e integrou a Delegação para as Relações com a Índia.

## Vida privada
Jordan é casada e tem duas filhas.
 